# Young Hems
Young Hems – pierwszy minialbum polskiego rapera Taco Hemingwaya. Wydawnictwo ukazało się 26 grudnia 2013 roku nakładem własnym.
Wszystkie utwory na płycie zostały nagrane w języku angielskim. Album zadebiutował w formie elektronicznej i można go przesłuchać i kupić w serwisie bandcamp.com. 2 grudnia 2016 roku nakładem wytwórni Asfalt Records płytę można było zakupić w formie CD. 14 marca 2025 roku album zadebiutował na 7. miejscu polskiej listy przebojów – OLiS.

## Geneza, nagranie i wydanie
W książce To nie jest hip-hop. Rozmowy II, raper tak wypowiedział się na temat owej płyty: „Nagrywając tamtą płytę, miałem dwadzieścia lat i przez całe lato siedziałem w Brukseli w ówczesnym domu mojej mamy. Gdy realizowałem wokale w piwnicy, byłem święcie przekonany, że właśnie tworzę wielki album, który odbije się echem na całym świecie. Orientowałem się w rapowych tematach, sądziłem, że moje rymy są niezłe, miałem też parę fajnych punchline’ów… Mama pytała mnie: A co, jeśli to nie będzie popularne? Odpowiadałem, że będzie. Tymczasem okazało się, że poświęciłem wakacje na projekt, z którego nic nie wynikło.”

## Lista utworów
Opracowano na podstawie materiału źródłowego.
| Nr | Tytuł utworu                      | Tekst            | Producent | Długość |
| -- | --------------------------------- | ---------------- | --------- | ------- |
| 1. | „Fuck Your List”                  | Filip Szcześniak | Rumak     | 3:20    |
| 2. | „Listening To Arctic Monkeys”     | F. Szcześniak    | Rumak     | 3:17    |
| 3. | „22”                              | F. Szcześniak    | Rumak     | 1:48    |
| 4. | „Blueberries”                     | F. Szcześniak    | Rumak     | 3:48    |
| 5. | „Luck”                            | F. Szcześniak    | Rumak     | 2:49    |
| 6. | „Normal Man / Pop Vulture”        | F. Szcześniak    | Rumak     | 3:31    |
| 7. | „Halle Berry”                     | F. Szcześniak    | Rumak     | 3:18    |
| 8. | „Chewbacca” (gościnnie Joe Pesci) | F. Szcześniak    | Rumak     | 4:09    |
|    |                                   |                  |           | 26:00   |

## Sprzedaż

### Pozycje w notowaniach OLiS
OLiS jest ogólnopolskim notowaniem, tworzonym przez agencję TNS Polska na podstawie sprzedaży albumów muzycznych na nośnikach fizycznych (od tygodnia 1 lista uwzględnia informacje o pobraniach w formacie digital download czy odtworzeniach w serwisach streamingowych).
| Tydzień | 1     |
| ------- | ----- |
| Pozycja | 7     |
| Źródło  | [ 4 ] |

## Historia wydania
| Data            | Format           | Wytwórnia      |       |
| --------------- | ---------------- | -------------- | ----- |
| 26 grudnia 2013 | digital download | Taco Corp      | [ 3 ] |
| 2 grudnia 2016  | CD               | Asfalt Records | [ 2 ] |

## Twórcy
Za powstanie albumu odpowiedzialne są następujące osoby:
| - Filip Szcześniak – słowa, rap, śpiew - Maciej Ruszecki – produkcja muzyczna, muzyka - Łukasz Partyka – projekt okładki |  | - Joe Pesci – gościnnie głos w utworze „Chewbacca” |

Nagrań dokonano w Studiu Muranów w Warszawie.